# 長尾賊鷗
長尾賊鷗为賊鷗科賊鷗屬下的一个种。這個物種在北極區繁殖，在南極大陸外圍的海洋上過冬，是一種長距離侯鳥。其體色分為深淺兩型，其中前者全身黑褐色，後者背部灰褐色、後頸白色、腹部白色；是體型比紅嘴鷗稍大的中型海鳥。

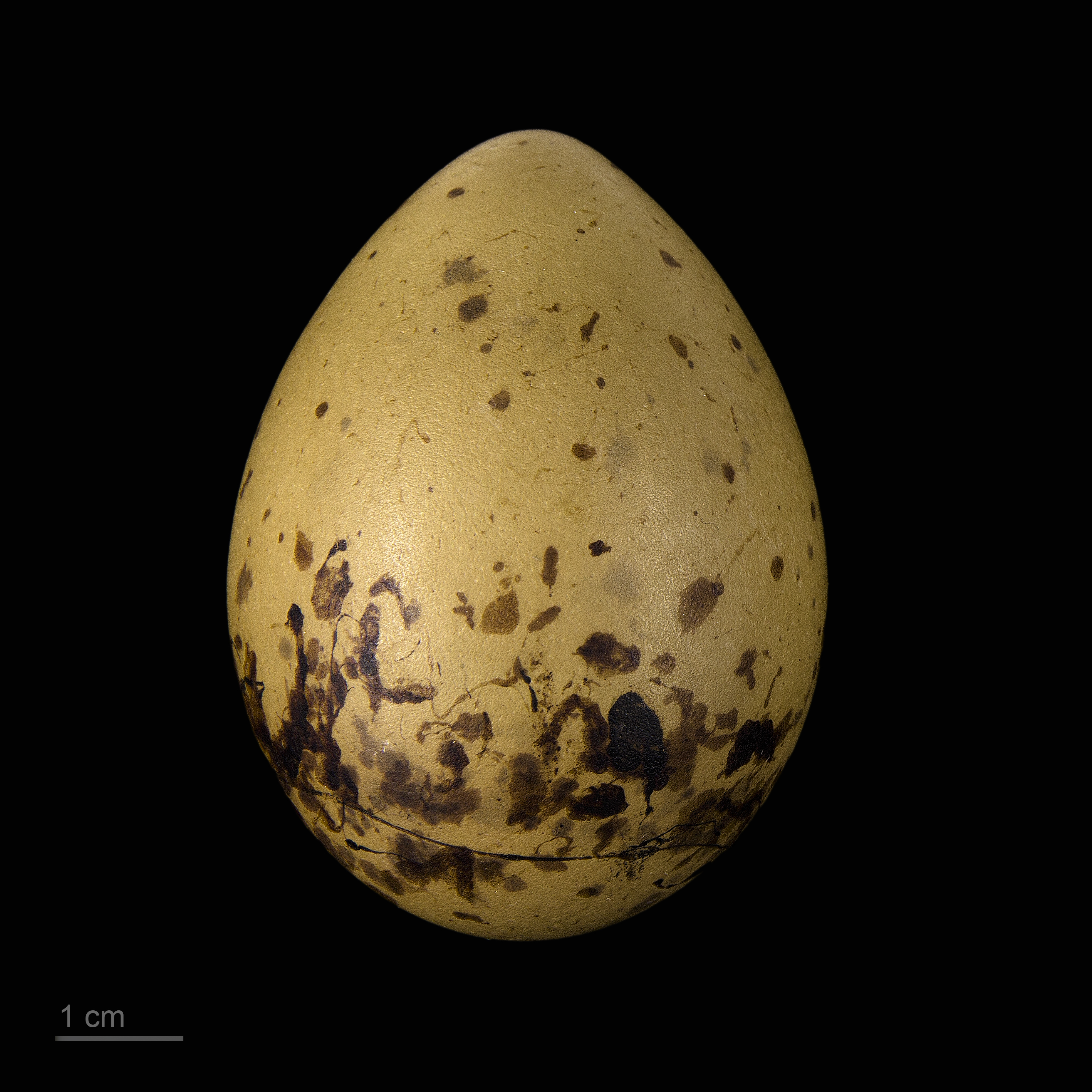
卵標本

## 外部連結
- 维基共享资源上的相關多媒體資源：長尾賊鷗
- 維基物種上的相關：長尾賊鷗